# Willis Lamb
Willis Eugene Lamb (Los Angeles, EUA, 12 de juliol de 1913 - Tucson, Arizona, 15 de maig de 2008) va ser un físic i professor universitari estatunidenc guardonat l'any 1955 amb el Premi Nobel de Física.

## Biografia
Va néixer el 12 de juliol de 1913 a la ciutat nord-americana de Los Angeles. Estudià química a la Universitat de Califòrnia i es llicencià el 1934. Amplià posteriorment els seus estudis i es llicencià també en física el 1938. Entre 1956 i 1962 fou professor de física a la Universitat d'Oxford i més endavant ensenyà a la Universitat Yale, Columbia i Stanford.

## Recerca científica
El 1955 fou guardonat amb el Premi Nobel de Física, juntament amb el físic Polykarp Kusch, pels seus descobriments referents a l'estructura fina de l'espectre de l'hidrogen. Lamb i Kusch realitzaren estudis semblants sobre l'electromagnetisme de l'electró i Lamb establí l'anomenat efecte Lamb.

## Refereències
1. 1 2  «The Nobel Prize in Physics 1955» (en anglès americà), 1955. [Consulta: 30 gener 2020].